# Stephen Roche
Stephen Roche (* 28. listopadu 1959, Dublin) je bývalý irský profesionální cyklistický závodník. V roce 1987 získal cyklistickou trojkorunu, když vyhrál v jednom roce Tour de France, Giro d'Italia a světový šampionát (kromě něj to dokázali jenom Eddy Merckx v roce 1974 a Tadej Pogačar v roce 2024). Také vyhrál závody Paříž–Nice (1981, je nejmladším vítězem v dějinách závodu a jediným, který jej vyhrál ve své první profesionální sezóně), třikrát Tour de Romandie (1983, 1984 a 1987), Kolem Baskicka (1989), Čtyři dny v Dunkerque (1990) a Critérium International (1985 a 1991).
Cyklistickým závodníkem je i jeho syn Nicolas Roche a synovec Daniel Martin.

## Výsledky
| Výsledky na Grand Tours        |               |               |               |               |               |               |               |               |               |               |               |               |               |
| Grand Tour                     | 1981          | 1982          | 1983          | 1984          | 1985          | 1986          | 1987          | 1988          | 1989          | 1990          | 1991          | 1992          | 1993          |
| Vuelta a España                | —             | —             | —             | —             | —             | —             | —             | —             | —             | —             | —             | 14            | —             |
| Giro d'Italia                  | —             | —             | —             | —             | —             | DNF           | 1             | —             | 9             | —             | —             | —             | 9             |
| Tour de France                 | —             | —             | 13            | 25            | 3             | 48            | 1             | —             | DNF           | 44            | DNF           | 9             | 13            |
| Výsledky na etapových závodech |               |               |               |               |               |               |               |               |               |               |               |               |               |
| Závod                          | 1981          | 1982          | 1983          | 1984          | 1985          | 1986          | 1987          | 1988          | 1989          | 1990          | 1991          | 1992          | 1993          |
| Paříž–Nice                     | 1             | 6             | —             | 2             | 2             | —             | 4             | —             | 2             | 2             | 4             | —             | —             |
| Tirreno–Adriatico              | —             | —             | —             | —             | —             | —             | —             | —             | —             | —             | —             | 8             | 21            |
| Tour of the Basque Country     | —             | —             | —             | —             | —             | —             | 12            | —             | 1             | 6             | 7             | 6             | 22            |
| Tour de Romandie               | —             | —             | 1             | 1             | —             | —             | 1             | —             | —             | —             | —             | —             | 13            |
| Critérium du Dauphiné          | 26            | —             | —             | 6             | —             | —             | —             | —             | —             | 7             | —             | —             | —             |
| Tour de Suisse                 | —             | —             | —             | —             | —             | —             | —             | —             | —             | —             | —             | DNF           | —             |
| Volta a Catalunya              | neúčastnil se | neúčastnil se | neúčastnil se | neúčastnil se | neúčastnil se | neúčastnil se | neúčastnil se | neúčastnil se | neúčastnil se | neúčastnil se | neúčastnil se | neúčastnil se | neúčastnil se |

| —   | neúčastnil se |
| DNF | nedokončil    |